# Julia Ford (sciatrice)
Julia Ford (Concord, 30 marzo 1990) è un'ex sciatrice alpina statunitense.

## Biografia

### Stagioni 2006-2011
Residente a Holderness, Julia Ford ha debuttato in gare FIS il 17 dicembre 2005, giungendo 29ª in uno slalom speciale tenutosi sul tracciato di Sugarloaf/Sunday River, e in Nor-Am Cup il 3 gennaio 2007 a Mont-Sainte-Anne in slalom gigante, senza completare la prova. Il 14 dicembre 2008 ha conquistato a Panorama in supercombinata il suo primo successo, nonché primo podio, nel circuito continentale nordamericano; l'8 gennaio 2009 ha quindi esordito in Coppa Europa, chiudendo 27ª lo slalom speciale di Melchsee-Frutt. Ha terminato la stagione in Nor-Am Cup con il 2º posto in classifica generale e il 1º in quella di supercombinata.
Ha esordito in Coppa del Mondo il 29 novembre 2009 nello slalom speciale di Aspen, non riuscendo a qualificarsi per la seconda manche. Anche nel 2010 in Nor-Am Cup è stata 2ª nella classifica generale e 1ª in quella di supercombinata, mentre in quella seguente, oltre alla classifica di supercombinata, ha vinto anche quelle di discesa libera e di supergigante e si è piazzata per la terza volta in carriera al 2º posto nella classifica generale.

### Stagioni 2012-2018
Il 7 gennaio 2012 ha ottenuto a Bad Kleinkirchheim i suoi primi punti in Coppa del Mondo (22ª in discesa libera); nella stessa stagione ha conquistato la Nor-Am Cup generale e ha vinto nuovamente la classifica di discesa libera. Il 6 dicembre 2013 ha ottenuto a Lake Louise in discesa libera il suo miglior piazzamento in Coppa del Mondo (21ª); ai XXII Giochi olimpici invernali di Soči 2014, sua unica presenza olimpica, si è classificata 24ª nello slalom speciale.
Il 10 dicembre 2014 ha vinto la sua ultima gara in Nor-Am Cup, una discesa libera; ha disputato la sua ultima gara di Coppa del Mondo l'8 marzo 2015, quando ha chiuso al 41º posto il supergigante di Garmisch-Partenkirchen, e il 5 gennaio 2017 ha ottenuto a Burke Mountain in slalom speciale il suo ultimo podio in Nor-Am Cup (3ª). Si è ritirata al termine della stazione 2017-2018 e la sua ultima gara in carriera è stata uno slalom speciale FIS disputato il 7 aprile ad Aspen, chiuso dalla Ford al 6º posto.

## Palmarès

### Coppa del Mondo
- Miglior piazzamento in classifica generale: 106ª nel 2012

### Coppa Europa
- Miglior piazzamento in classifica generale: 91ª nel 2012

### Nor-Am Cup
- Vincitrice della Nor-Am Cup nel 2012
- Vincitrice della classifica di discesa libera nel 2011, nel 2012 e nel 2015
- Vincitrice della classifica di supergigante nel 2011
- Vincitrice della classifica di combinata nel 2009, nel 2010 e nel 2011
- 28 podi:
  - 10 vittorie
  - 10 secondi posti
  - 8 terzi posti

#### Nor-Am Cup - vittorie
| Data             | Località          | Paese       | Specialità |
| ---------------- | ----------------- | ----------- | ---------- |
| 14 dicembre 2008 | Panorama          | Canada      | SC         |
| 9 dicembre 2010  | Lake Louise       | Canada      | DH         |
| 15 febbraio 2011 | Aspen             | Stati Uniti | DH         |
| 20 marzo 2011    | Whistler Mountain | Canada      | SG         |
| 9 febbraio 2012  | Aspen             | Stati Uniti | SG         |
| 10 febbraio 2012 | Aspen             | Stati Uniti | SG         |
| 13 febbraio 2012 | Aspen             | Stati Uniti | DH         |
| 14 febbraio 2012 | Aspen             | Stati Uniti | DH         |
| 11 febbraio 2014 | Mont-Sainte-Anne  | Canada      | DH         |
| 10 dicembre 2014 | Lake Louise       | Canada      | DH         |

Legenda:

DH = discesa libera

SG = supergigante

SC = supercombinata

### Campionati statunitensi
- 3 medaglie[1]:
  - 3 ori (discesa libera nel 2011; discesa libera nel 2012; discesa libera nel 2015)

### Campionati statunitensi juniores
- 3 ori (slalom speciale nel 2006; supergigante, slalom speciale nel 2007)[senza fonte]